# Kulturjournalistik
Kulturjournalistik är en journalistisk genre som bevakar, granskar och analyserar kulturella fenomen. Kulturområdet kommenteras och debatteras utifrån en bred förståelse, där både finkultur och populärkultur ingår. Traditionellt har litteratur- och konstkritik utgjort en stor del av kulturmaterialet. Med det nya och bredare kulturbegreppet har kritiken fått konkurrens av nöjesreportage, personporträtt, musik- och filmrecensioner samt kåserande kommentarer.
Kulturjournalistikens syfte är att ge läsaren möjlighet att förstå och fördjupa kunskapen inom ett begränsat kulturellt område. Detta inbegriper ofta analys, jämförelser, överblick och ett personligt ställningstagande i texterna.

## Historik
Kulturjournalistiken uppstod i London i början av 1700-talet. Människor började samlas i stadens kaffehus för att utbyta tankar och idéer. En ny debattkultur föddes. I Sverige kunde man först i slutet av 1700-talet fritt uttala en åsikt och för första gången utsattes ett litterärt verk för offentlig kritik. Kåserier var vanligt i pressen på 1800-talet medan kolumnisterna klev in i de svenska tidningsspalterna först på 1960-talet. Kultursidan kom på senare tid att slås ihop med nöje och kulturrecensioner blandades upp med populärkultur. Vid sekelskiftet 2000 började kultur och nöje att integreras alltmer.

## Kulturjournalistiska genrer
- Recensionen: En kulturkritiker (kulturrecensent) bedömer konstnärliga verk, såsom musik, teater, litteratur, film och konst, på ett subjektivt sätt.[5]
- Kåseriet: Ett kulturkåseri är en personlig och lättsamt skriven text som kan handla om vad som helst mellan himmel och jord.[6]
- Kolumnen: Kolumnen beskrivs ofta som blandning av ett kåseri och en ledarartikel och behandlar en aktuell händelse på ett lättsamt och personligt sätt. Kolumnisten återkommer oftast samma dag varje vecka.[7] Kolumnen ersätter nu för tiden oftast kåseriet.[8]
- Krönikan: Krönikan skrivs av kolumnisten eller krönikören och är precis som kolumnen en lättsam artikel om aktuella händelser.